# 明石通

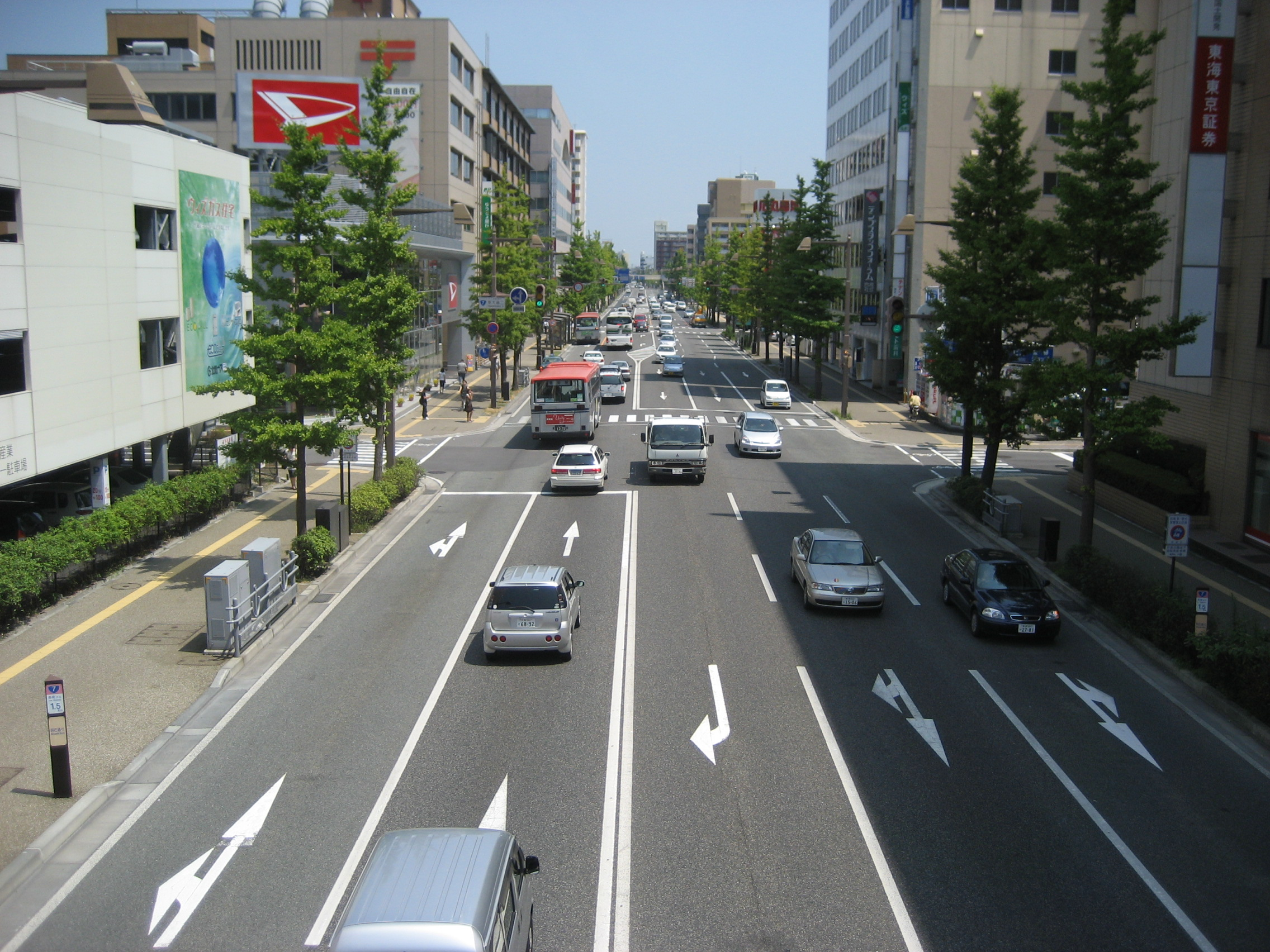
起点付近の歩道橋より東方向を望む（2008年8月）

明石通（あかしどおり）は、新潟県新潟市中央区の東大通一丁目地内の東大通交差点から、同区明石二丁目地内の栗ノ木橋交差点に至るバイパス道路である。国道7号・国道8号・国道17号の経路の一部となっている。

## 概要
新潟駅万代口を通る東大通（国道7号・国道8号及び新潟県道33号）の東大通交差点より、東港線と並行に走り、栗ノ木橋交差点で栗ノ木バイパスに至る。
以前の国道7号は、流作場五差路から万代町通りを経由し、沼垂地区の一部をクランク状に走破してから沼垂東二丁目に至る経路であったが、明石通の開通により海老ヶ瀬方面への経路が直線化された。なお、明石通は新潟国道工事事務所（現：新潟国道事務所）の最初の事業区間である。
全線が東大通から続く国道7号（重複：国道8号・国道17号）の一部となっている。
新潟市中心部から新潟県道3号新潟新発田村上線を通して東区や北区、新発田市方面に向かうバスが、新潟県道5号新潟新津線を通して江南区や秋葉区、阿賀野市方面に向かうバスが多く通る。
新新バイパスの新潟市東部方面や亀田バイパスから、新潟駅万代口に出る最短ルートの一部であり、平日であっても交通量も多い。
「明石通」という通称は道路北側の地名に由来する。

## 交差する道路
| 交差する道路                               | 交差する道路                                        | 交差する場所 | 本町から (km) |
| ------------------------------------------ | --------------------------------------------------- | ------------ | ------------- |
|                                            |                                                     |              |               |
| 県道33号新潟停車場線（東大通）新潟駅方面   | 国道7号（東大通）万代橋方面                         | 東大通       |               |
| 国道7号（栗ノ木バイパス）紫竹山I.C方面     | 県道464号新潟港沼垂線（栗ノ木バイパス）新潟西港方面 | 栗ノ木橋     |               |
| 県道3号新潟新発田村上線（旧7号）泰平橋方面 |                                                     |              |               |

## 歴史
- 1961年3月：明石通りの区間と栗ノ木橋西詰（現：栗ノ木橋交差点） - 沼垂東二丁目が国道7号（重複：国道113号）のバイパス道路「新沼垂国道」として開通[1]。同時に東大通の流作場五差路 - 東大通交差点も国道に指定。
- 1974年4月22日：国道8号、国道17号の重複区間となる。
- 1975年4月1日：栗ノ木橋交差点 - 沼垂東二丁目が新潟県道に指定変更。
- 1993年4月1日：国道113号の指定が外れる。